# RB大宮アルディージャ
RB大宮アルディージャ（アールビーおおみやアルディージャ、英: RB Omiya Ardija）は、日本の埼玉県さいたま市をホームタウンとする、日本プロサッカーリーグ（Jリーグ）に加盟するプロサッカークラブ。

## 概要
1969年に設立された電電関東サッカー部（1985年の日本電信電話公社の民営化・NTTへの改組により「NTT関東サッカー部」に改名）を母体とする。1999年にJリーグに加盟。
Jリーグ加盟当初はNTT（1999年のNTT再編時にNTT東日本へ移管）、NTTドコモ、NTTデータなどNTTグループ18社が出資した「エヌ・ティ・ティ・スポーツコミュニティ株式会社」（NTTスポーツコミュニティ）により運営されてきた。2023年までに株主がNTT東日本に一本化され、2024年8月6日にNTT東日本がNTTスポーツコミュニティの全株式と運営権をオーストリアの飲料メーカー・レッドブル・ゲーエムベーハー（Red Bull GmbH）に譲渡することを発表、株式譲渡後に運営法人名も「RB大宮株式会社」に変更された（#経営権の委譲を参照）。
クラブ名の「アルディージャ（Ardija）」はスペイン語でリスを表す「Ardilla」に由来し、それを読みやすいように変更した造語で（Ll参照）、リスは旧・大宮市が1990年の市制施行50周年記念時に制定したマスコット。「RB」は芝生球技を意味する「Rasen Ballsport（ラーゼン・バルシュポルト）」の略（Jリーグでは、チーム名に会社名を含むことが認められていない）。
クラブカラーであるオレンジとネイビーは大宮氷川神社の色で、ホームスタジアムは大宮氷川神社に隣接する。大宮氷川神社のお守りと御朱印帳にはアルディージャ柄が存在する。またクラブ名（RB）ロゴ色である真紅（ディープレッド）は運営会社のレッドブルが由来。
クラブマスコットはリスがモチーフの「アルディ」と「ミーヤ」で、1998年にアルディ、2008年にミーヤが登場した。2009年に公式マスコットとして認定され、2012年よりゆる玉応援団のメンバーとなっている。
アカデミーはRB大宮アルディージャU18・RB大宮アルディージャU15・RB大宮アルディージャU12のほか、大宮アルディージャサッカースクールを運営する。また女子チームとしてRB大宮アルディージャWOMEN（旧称：大宮アルディージャVENTUS）を保有する。
同じくさいたま市を本拠地とする浦和レッズとのダービーマッチである「さいたまダービー」が存在する。

## スタイル
クラブの伝統は堅守で「SPEEDY」「ACTIVE」「AGGRESSIVE」をキーワードに掲げている。初代のエンブレム内の5本ストライプはスピード、ロゴはリスの素早い動き、エンブレム内のリスの尻尾に見立てた盾形は堅守とバランスを表現している。
大宮は元々は堅守速攻のクラブではなく、ピム・ファーベークと三浦俊也が構築したトータルフットボールを主軸にしていたが、守備や堅守自体はその当時から重視していた。2005年からはJ1の強豪クラブと互角に戦うために堅守速攻を主軸にし、2013年度まで堅守速攻が大宮の伝統として確立していた（2008年度のみ攻撃的ポゼッションフットボール）。堅守速攻の中でも特に守備を徹底した監督はズデンコ・ベルデニック。
その後、2024年度まではスタイルが定まらずに低迷し、J2リーグ降格・J3リーグ降格と没落していったが、2024年度より強化部に専門家を採用し、リトリート・ロングカウンター・攻守ハードワークの三基軸を重視した手堅いカテナチオ堅守速攻型への転換・スタイル固定に舵を切った事によりクラブの勝率は向上し、J3リーグ優勝した。

## 歴史

### Jリーグ参入前
1969年に大宮アルディージャの前身である電電関東サッカー部（本拠地は埼玉県浦和市）が設立される。1985年に民営化により日本電信電話公社がNTTとなったことに伴い、「NTT関東サッカー部」へと改名。1987-1992年に日本サッカーリーグ2部、1993年からはジャパンフットボールリーグに在籍した。
1997年に佐々木則夫が監督に就任後、紆余曲折を経てチームのプロ化を決定し、1998年に誘致のあった埼玉県大宮市に本拠地を移し、チーム名を「大宮アルディージャ」に改名。同年7月に佐々木が監督を退任し（普及強化部長に異動）、ピム・ファーベークが監督に就任し、トータルフットボールと組織力を重視した。同年12月にNTT東日本を中心としたNTTグループと関連企業18社の出資による運営会社である「エヌ・ティ・ティ・スポーツコミュニティ株式会社」が設立された。1999年のJリーグ2部制導入に合わせ、旧JFLからのJリーグ新参加8クラブの1クラブとしてJリーグに加盟。

### 1999年 - 2004年（J2）
1999年
ピム・ファーベーク体制2年目。序盤は首位争いをしていたが、5月に得点源・牽引役であったヨルン・ブーレが深夜に暴漢に襲われ、左眼失明の重傷を負って引退。その後に大宮は失速し、最終順位6位。
2000年
三浦俊也が監督に就任。J2に降格した浦和とリーグ戦初のさいたまダービーが開催された。
2001年
三浦体制2年目。第11節から12連勝、第8節から17戦無敗を記録し、前半戦は勝点50の首位だったが、後半はジョルジーニョとバルデスが重傷を負い、得点力が低下。新加入のバレーが活躍したが、チームは不調に陥り、最終順位5位。
2002年
ヘンク・デュットが監督に就任。年間を通じて4-8位の間を行き来する順位となり、1度も昇格圏内に入れずに最終順位6位。
2003年
菅野将晃が監督に就任。序盤は6戦無敗で一時2位に上がると、その後は昇格圏に入れず、10月に菅野が退任し、ゼネラルマネージャーの清雲栄純が監督に就任。最終順位6位。
2004年
三浦俊也が2001年度以来となる監督に就任。前半は一時8位であったが、第19節から6戦無敗で2位に上がると、第32節からは年度終了まで13連勝し、最終順位2位で初J1昇格を果たした。

### 2005年 - 2014年（J1）
2005年
- クラブスローガンは「「Departure」→走り出す大宮→」。

三浦体制2年目。元ブラジル代表FWクリスティアンや、地元大宮出身の攻撃的MF桜井直人、元日本代表藤本主税などを補強した。前半戦は強豪とほぼ互角の試合を演じ、一桁順位を推移。J1初挑戦にしてはまずまずの成績を残していたが、シーズン中のクリスティアンの移籍や、桜井をはじめ故障者が続出するなどチームは悪循環に陥り、7連敗。16位まで順位を下げた。しかし、降格争い真っ只中の第29節からは、レアンドロや若林学の活躍により4連勝と持ち直し、第32節にして15位以上が確定、J1残留を決めた。12勝5分17敗で最終順位13位。ナビスコ杯ベスト8、天皇杯ベスト4。
2006年
- クラブスローガンは「OMIYA EXPRESS 加速するオレンジ魂」。

三浦体制3年目。DFに柏から土屋征夫、波戸康広、東京VからMF小林慶行、小林大悟、神戸から佐伯直哉、FWにはG大阪から吉原宏太、上海クラブからサウル・マルティネス、大分からGK江角浩司など即戦力選手を大型補強。また、シーズン途中からFWロドリーゴ・グラウ（元横浜F・マリノス）も入団。さらにシーズン終盤にブラジル人FWのアリソンを迎え、チームの新戦力として期待されたがチーム浮上のきっかけとはならず、13勝5分16敗で最終順位12位。
2007年
- クラブスローガンは「シンカ ～進化、真価、深化」。

ロバート・ファーベーク（ピムの弟）が監督に就任。前半で16位となり、ロバートが退任し、強化育成部長の佐久間悟が監督に就任した。開幕から4連敗を喫しスタートダッシュに失敗、その後も15節から9戦勝ちなしを記録するなど調子が上がらずに降格圏を彷徨ったが、夏にペドロ・ジュニオール、デニス・マルケスを獲得するなど大型補強を敢行。ここから調子が少しずつ上向きになっていき、第24節には首位の浦和を破るなど健闘。第30節には残留圏に浮上し、第33節FC東京に勝利して残留を決めた。8勝11分15敗で最終順位15位。リーグワースト2位の24得点と攻撃面では苦しんだが、40失点はリーグ7位と守備では奮闘した。
2008年
- クラブスローガンは「シンカ NEXT～進化、真価、深化」。

三浦の監督退任時から監督就任を依頼していた樋口靖洋が監督に就任。攻撃的サッカーを志向し、第5節から5戦無敗であったが、その後に5試合未勝利となり低迷。その後に連勝したが、第24節からは6連敗を喫し、降格圏の17位に下がる。しかし終盤に再度5戦無敗となり、12勝7分15敗で最終順位12位。
2009年
- クラブスローガンは「橙想心 AGGRESSIVE SHIFT 2009」。

張外龍が監督に就任。開幕から5戦無敗であったが、怪我人が続出し、第6節から4連敗と低迷し、シーズン通して降格圏に落ちることは無かったが伸び悩んだ。9勝12分13敗で最終順位13位。
2010年
- クラブスローガンは「橙想心 より強く、より高く、より深く」。

張体制2年目。塚本泰史の右大腿骨骨肉腫が判明。7試合未勝利で17位に下がり、張が退任。鈴木淳が監督に就任すると、チーム状態は上昇し、第15節から5戦無敗となった。10月2日の浦和戦にて観客数の水増しが発覚。クラブ側は当初全面否定したが、翌日にリーグ事務局による本格調査が入ると一転して事実を認め、その後の調査で2007年11月以降の主催58試合で各試合4000人以上、合計111737人の水増しが行われていたことが明らかになった。10月に渡邉誠吾の代表取締役退任と鈴木茂の代表取締役就任を発表。11月16日に譴責（始末書提出）と制裁金2000万円の処分が課せられた。最終順位12位。
2011年
- クラブスローガンは「上昇宣言 ～リスの木登り～」。

鈴木体制2年目。東日本大震災の影響でレギュレーションに変化があった。後半では第18節から5試合未勝利、第19節から5試合未勝利と15位まで下がった。10勝12分12敗で最終順位13位。
2012年
- クラブスローガンは「上昇宣言2012 ～リスの木登り～」。

鈴木体制3年目。現役復帰を断念した塚本泰史が大宮アンバサダーに就任し、7年間在籍したエースの藤本主税が熊本に移籍。 第12節からの連敗で15位に下がると、鈴木とヘッドコーチの石井知幸を解任。ズデンコ・ベルデニックが監督に就任し、ユースコーチの井上卓也がヘッドコーチに就任。ベルデニックは監督就任早々に守備の立て直しに着手した。以前のベルデニックは3バックを使用していたが、大宮ではフォーメーションを4-4-2に固定した。守備を徹底し、選手全員が最前線からハードワークを行い、中盤を詰めてチームをコンパクトに保ち、ハイプレスでボールを奪ってシンプルにFWに繋ぐ堅守速攻スタイルの訓練を積み重ねた。選手の役割は柔軟にさせるのではなく、予め固定し、戦い方はシンプル・簡潔に「ボールを奪ったらFWを見ろ」と選手に徹底した。アトレティコ・マドリードのディエゴ・シメオネが使用する4-2-2-2の強固ブロックも採用した（ただしベルデニックはハイライン、シメオネはローラインである）。また夏の移籍期間に絶対的エースであったラファエルを移籍させるなどの大鉈を振るった。補強面ではスロベニア代表のズラタンとノヴァコヴィッチを獲得。金澤慎によると、ベルデニックは短期間でチームに自分のサッカースタイルを浸透させたというが、どちらも効果が早く表れず、降格圏の17位に下がった。しかしその後に効果が表れ始め、最終節までの11試合が5勝6分の無敗・複数失点0となり、11勝11分12敗で最終順位13位。
2013年
- クラブスローガンは「大宮共闘」。

ベルデニック体制2年目。堅守速攻スタイルが昨シーズンよりも浸透した。チョ・ヨンチョル、ズラタン、ノヴァコヴィッチなどの各国代表クラスの選手が在籍していたが、日本代表未経験選手らを中心としたハードワークで勝利を積み重ね第4節から7連勝、前年度終盤から続いた合計21戦無敗を記録し、当時のJ1リーグ連続無敗記録を更新した（それ以前の最高記録は2009年の鹿島による17試合連続無敗）。第8節には柏をアウェイで4-0で粉砕しクラブ初の首位に浮上。その後も勝利を続け、このまま独走するかに思われた。しかし、真夏が近づくに連れ、ハードワークを要求される選手達の疲労が蓄積し、選手間でもハードな練習メニューに対する不満の声が出るようになった。第17節 川崎戦にて逆転負けの3敗目後に首位から転落すると、ヘッドコーチの小倉勉がテクニカルディレクターに就任したが、チームは連敗を続け、8月11日にベルデニックを解任。ゼネラルマネージャーの岡本武行が監督代行で1試合指揮を取った後、小倉が監督に就任したが、第16節からの連敗は8まで伸びた。第24節横浜FM戦では勝利するも、次節からまた8連敗するなど大失速し、14勝3分17敗で最終順位14位。シーズン終了後に岡本と強化部長の古矢武士が退任。
2014年
- クラブスローガンは「大宮共闘」。

大熊清が監督に就任。海外クラブに在籍していた日本代表の家長昭博を完全移籍で獲得するなど戦力補強を進めた。大宮は長年堅守速攻を採用していたが、大熊はポゼッションフットボールを採用し、これを起点に大宮は毎年スタイルが変わり続けるようになっていった。前半では8位となったが、その後に7戦未勝となり、降格圏に下がる。その後に10戦未勝となり、8月31日に大熊を解任。コーチの渋谷洋樹が監督に就任し、6戦で5勝1敗となったが、第29節からの5戦未勝で低迷。最終節勝利の上で残留を争っていた清水が負ければ残留という状況だったが、清水は甲府に引き分け、このため勝ち点で1及ばず9勝8分17敗の16位でJ2降格となった。

### 2015年（J2）
- クラブスローガンは「挑む 頂点へ、未来へ」。

渋谷体制2年目。渋谷は自らがコーチとして師事した初代監督のピム・ファーベークのスタイルであるポゼッションフットボールを志向し、攻撃的スタイルを採用した。前年度では不調であった家長昭博を司令塔MFからFWへ変更させ、最前線に配置し、得点力を大幅に向上させるなど、家長の潜在能力を開花させた。また家長はこの年を機にFWとしてプレーすることが主となっていった。序盤はスタートダッシュに失敗したが、その後はチームが安定し、第15節に首位になると首位を一度も譲ることなく勝利を積み重ね、圧倒的な勢いで快進撃を続けた。第41節大分戦にて2点を先行されるもムルジャの2得点、家長の逆転PKで勝利。J2優勝とJ1復帰を果たした。

### 2016年 - 2017年（J1）
2016年
- クラブスローガンは「挑む より高みへ、未来へ」。

渋谷体制3年目。「勝ち点48」「年間順位7位から12位」を目標に掲示し、後の日本代表である江坂任などを補強。前年度の攻撃的ポゼッションフットボールを止め、自陣へと退いて堅守し、ボールを奪ってロングカウンターで得点するロングカウンター型堅守速攻で手堅く勝利を積み重ねていった。またその戦術がアトレティコ・マドリードのディエゴ・シメオネの戦術と類似していたため、大宮とアトレティコは報道機関から比較されることがあった。6月に鈴木茂が代表取締役を退任、7月1日に森正志が代表取締役に就任。2nd第10節川崎戦の試合終了後に選手間での乱闘、サポーター間での衝突が発生。2nd第14節鹿島戦にて勝利し（カシマサッカースタジアムでのクラブ史上初勝利）、目標の「勝ち点48」以上の勝ち点50を達成。最終的に勝ち点は56まで伸び、順位は5位でクラブ史上最高順位を記録した。Jリーグカップでは予選トーナメント2位により2005年以来の決勝トーナメント進出となり、準々決勝の横浜FM戦ではホーム第1戦は勝利、アウェー第2戦は敗北し、アウェーゴール差で準々決勝敗退となった。天皇杯では2005年以来2度目のベスト4まで勝ち上がったが、川崎に敗北。
2017年
- クラブスローガンは「挑む ～より強く、未来へ。～」。

渋谷体制4年目。前年度までのエースの家長昭博が川崎、泉澤仁がG大阪に移籍したが、家長の穴を埋める新エースの大前元紀と期限付き移籍で在籍していたマテウスを完全移籍加入で獲得。
この年は前年度の堅守速攻から2015年度のポゼッションフットボールにスタイルを戻したが、開幕より6連敗で最下位となり、G大阪戦では6失点の大敗を喫した。さいたまダービーの浦和戦にて年度初勝利となったが、チームは不調を脱することはできず、5月28日に渋谷とヘッドコーチの黒崎久志を解任、コーチの伊藤彰が監督、海本慶治がヘッドコーチに就任。伊藤はフォーメーションを4-1-4-1に変え、ポゼッションフットボールを継続し、1トップの江坂任が得点源となり、一時は降格圏を脱出するが、中断期間に補強したカウエ、マルセロ・トスカーノ、キム・ドンスが機能せず、チームは再度降格圏に入った。残試合3節となった11月5日に伊藤と強化本部長の松本大樹の解任、石井正忠の監督、スカウトの西脇徹也の強化本部長就任を発表。石井は監督就任会見時に涙を浮かべ、残留のためにポゼッションフットボールから堅守速攻へとスタイル変更するなど大舵を切ったが、第32節仙台戦の敗戦と第33節甲府戦での引き分けによりJ2降格が決定。最終節川崎戦では0-5で大敗を喫した。第28節終了時点では勝ち点差が10あった新潟にもここでまくられ、最下位でのJ2降格となった。ちなみにこの試合では、奇しくも前年度までの大宮のエースであった家長が川崎の選手として出場しており、川崎はこの試合でJ1優勝が決定した。

### 2018年 - 2023年（J2）
2018年
- クラブスローガンは「ONE 勝利のために」。

石井体制2年目。スローガンは石井を中心に考案された。江坂任、黒川淳史、瀬川祐輔、和田拓也などの主力選手が移籍したが、奥抜侃志、笠原昂史、酒井宣福、佐相壱明、嶋田慎太郎、ロビン・シモヴィッチ、富山貴光、中村太亮、三門雄大が加入し、シーズン途中では畑尾大翔が加入するなど、後に大宮の主力になっていった有力選手が多く加入した。
石井はエースの大前元紀を軸とした4-4-2のフォーメーションを採用した。前年度終盤の守備的な堅守速攻フットボールとは異なり「まずは自ら前に出てアクションを起こす」というようなアグレッシブさを徹底し、ハードワーク、ハイプレス、中央突破のショートカウンター、DFの裏を狙う事を重視し、ポゼッションフットボールとカウンターアタックを取り入れたシンプルでアクティブな躍動感のある積極的フットボールを志向した。前半は守備面では浸透に時間がかかり、19位に下がったが、第10節から第12節まで3連勝したことでシーズン初連勝を記録。第16節から第23節まで8戦無敗を記録するなど好調を取り戻し、順位を徐々に上げていき、J1参入プレーオフ圏内に入った。J1参入プレーオフは1回戦で東京Vに敗れた。大前が24得点でリーグ得点王に輝き、チーム総得点も65と大分・千葉に続くリーグ3位となる一方、失点48（優勝の松本を14点下回る）と守備面の問題が浮き彫りになったシーズンであった。
2019年
- クラブスローガンは「121％ORANGE」。

高木琢也が監督に就任。大規模改革や人事異動などは行われずにコーチ陣は続投し、移籍も少数に留まった。
高木は前年度の石井正忠による前線を重視するアグレッシブな積極的スタイルとは打って変わり、冷静な守備的フットボールを採用した。大宮が長年採用した4バックではなく3バックを採用し、3-4-2-1をフォーメーションとした。3バックへの変更によりサイド攻撃が減少し、カウンターによる中央突破が多くなり、前年度よりもポゼッション比率が減少。序盤4試合はスタートダッシュに失敗したが、第5節水戸戦から第20節金沢戦までの3ヶ月間で16戦無敗を記録。最終順位3位で2年連続のJ1参入プレーオフ出場となったが、一回戦の山形戦にて敗北し、2年連続でJ1復帰を逃した。
2020年
- クラブスローガンは「WIN☆WIN」。

高木体制2年目。原崎政人と藤原寿徳がコーチを退任、北嶋秀朗と松本拓也がコーチに就任。開幕前からシーズン終了までの入団選手は19名に上り、開幕前退団選手においては主将・エース・背番号10番を兼任していた大前元紀を始め、得点源のフアンマ・デルガド、ベテラン選手、成績不振の選手を放出し、合計17名の大量放出となった。補強面では期限付き移籍していた新エースの黒川淳史が復帰。基本フォーメーションは3-4-2-1を継続し、ポゼッションフットボールを採用した。主力放出やポゼッションフットボールへのスタイル変更などが大きく影響し、この年からチームは最終順位を毎年大きく下げるなど、急激に弱体化をし始めることとなった。開幕から4連勝とスタートダッシュに成功したが、その後に徐々に低迷し、第9節福岡戦から7戦未勝となった。シーズン途中でイバを補強したが、その後も低迷を続けた。後半も第24節東京V戦から7戦未勝となり、第28節終了時点で17位まで転落。怪我人も続出し、他チームへの期限付き移籍中選手を呼び戻すなどの緊急補強が行われたが、最終順位15位でクラブ史上最低順位を記録。
2021年
- クラブスローガンは「SHOW 勝つ、笑う、昇格する」。

森正志が代表取締役を退任、2月1日付で佐野秀彦が代表取締役に就任。大分でヘッドコーチを務めていた岩瀬健が監督に就任。馬渡和彰、櫛引一紀、松本大弥、矢島輝一、松田詠太郎、中野誠也といった実力者や、後藤大輝、佐相壱明、上田智輝といった若手が加入（期限付きを含む）、大宮U-18から柴山昌也と大澤朋也が昇格。岩瀬はチームの将来を見据えて様々なスタイルを試したものの、岩瀬の志向する能動的なサッカーが機能せず、第7節で最下位に転落、クラブ側が緊急声明を発表した。以後も状況は好転せず、第15節北九州戦終了時点で2勝5分8敗（20位）かつ10試合未勝利となり、5月25日に岩瀬とフットボール本部長の西脇徹也を解任。大宮トータルアドバイザー・VENTUS総監督の佐々木則夫が暫定的に監督に就任、秋元利幸が強化部長代理に就任し、代表取締役の佐野自らが本部長と強化部長を兼任する事態となった。長期的視点に立っていた岩瀬に対し、佐々木は「現実的なサッカー」を掲げたもののリーグ戦で2敗。6月9日の天皇杯2回戦千葉戦にて佐々木は三門雄大をベンチキャプテンに指名したが、敗戦となり、佐々木体制は全敗で終了した。
天皇杯直前の6月7日に山口などで指揮経験のある霜田正浩の監督就任を発表。霜田は選手のメンタル面の改善と、前を向いて戦う姿勢をチームに求め、主将も渡部大輔から三門へ変更。栃木・松本相手の2分を挟み、第20節・山口戦にて16戦ぶり（リーグ戦15戦ぶり）に勝利。
後半戦では中断期間に補強した南雄太と河田篤秀が活躍したが、リーグ終盤になると勝ち点3を目指す攻撃的なポゼッションスタイルが相手カウンターの餌食になり再び失点が増加。最終6試合は勝ち点を手堅く稼ぐ現実的なスタイルに切り替えてJ2残留を目指し、第42節・群馬戦にて7試合ぶりに勝利したことでJ2残留が確定。最終順位16位でクラブ最低順位である昨シーズンの15位を下回った。
2022年
- クラブスローガンは「ひたむき」。

霜田体制2年目。河本裕之の現役引退を始め、大宮一筋の渡部大輔、エースの黒川淳史、イバ、翁長聖、笠原昂史、河面旺成、櫛引一紀、フィリップ・クリャイッチ、ネルミン・ハスキッチ、松田詠太郎、馬渡和彰、長きに亘ってチームを支えたコーチの大塚真司及びGKコーチの渡邉英豊など、多くの主力選手や長期在籍スタッフが退団。一方で2016年まで大宮に所属していた泉澤仁や元日本代表の矢島慎也が完全移籍で加入。秋元利幸が正式に強化部長に就任し、2019年に大宮にて引退した金澤慎がコーチに就任。大宮は毎年豊富な資金力で外国籍選手を揃えていたが、この年は方針を転換しクラブ史上初となる外国籍選手の開幕時無在籍となった。
シーズン前に「攻守共にひたむきにハードワークして走り勝つフットボール」のスタイルを掲げ、前年シーズン終盤以前のスタイルを継続したものの、失点の多さは改善できず、怪我人が続出するなど悪い流れの歯止めがきかなくなり成績は低迷。第15節岩手戦での敗戦が引き金となり、4勝5分9敗の20位となった第18節終了後の5月26日に霜田を解任。後任に前鹿島監督の相馬直樹を招聘する。相馬は高い運動量や強度、素早く攻守を切り替えて戦う姿勢を重視したが、シーズン中のスタイルの大転換はシーズン途中から主将を務めたFW富山貴光がシーズン終了後に「チームとしてすごく迷いが生じました」と語るように、チーム状況が大きく改善することはなかった。8月にはエース奥抜侃志の海外移籍など苦境は続いたが、冨山と矢島の「前線からプレスをかける守備をやりたい」との提案でようやく方向性が定まり、最終的に残留を果たした。最終順位19位でクラブ最低順位である2021・2022年の順位を下回った。
2023年
- クラブスローガンは「UNITE ONE ～限界の先へ～」。

相馬体制2年目。クラブ創立25周年。2020年15位、2021年16位、2022年19位と、2020年から急激に弱体化していったチームは2018年度から毎年目標に定めていたJ1昇格は強調しなかった。クラブスローガンには「クラブが勝利するにはまず全員が団結することが必要であり、最後の一分一秒まで戦い続け、全力を出していく」という趣旨が込められている。
スタッフ面では2019年度までヘッドコーチを担当していた原崎政人がヘッドコーチに再任。前年度まで問題のあった守備面補強に注力し、山岸範之がGKコーチに就任。選手面ではアンジェロッティが柏から期限付き移籍で加入、2年ぶりに外国籍選手が所属することとなった。
相馬はチーム始動開始に際し「我々はチャレンジャー。失敗しながら成長していきたい。ハードワークは必要になってくる。運動量で上回れるようになりたい」と力を込め、気合を語った。キャンプでは初日に「チャレンジャーとして今シーズンを戦っていくチームの土台をしっかりと作り上げる」と、念入りな準備に注力した趣旨の内容を宣言し、例年よりも強度の高いハードなトレーニングに取り組んだという。開幕後はチームは攻撃的なサッカーを志向し、得点力はあったが守備が崩壊する事が多く、失点が上回る状況となっていた。第9節群馬戦で敗れて以降は8試合連続未勝利となり、第16節いわき戦に敗戦した事で最下位に転落、いわき戦の2日後となる5月19日に相馬の監督解任と原崎の監督就任が発表された。監督の年度途中解任は3年連続となった。しかしその後も状況は好転せず16試合連続未勝利となったが、7月には2017年まで大宮の監督であった渋谷洋樹がヘッドコーチに就任し、2021年まで大宮所属であった黒川淳史やポーランド代表のシュヴィルツォクらを補強し巻き返しを図った。
第24節千葉戦でリーグ戦久々の勝利を挙げる。8月27日に強化部長を務める秋元利幸との契約解除が発表された。千葉戦での勝利以降は、連敗こそあるものの第26節栃木戦からの5戦負けなしや第36節徳島戦からの4連勝など調子が上向いたに見えたが、第40節甲府戦と第41節清水戦で連敗したことでJ3降格圏となる21位が確定した。最終戦終了時点ではJ3リーグでJ2ライセンスを交付されなかったFC大阪がJ3の2位以内に入ることでのみ残留する事になったものの、11月25日、J3リーグ第37節でFC大阪が敗れ2位以内に入る可能性が消滅、同時にクラブ史上初のJ3降格が決まった。J1在籍歴のあるクラブがJ3降格するのは、2015年の大分、2021年の松本に次ぐ3例目となった。

### 2024年 （J3）
2024年
- クラブスローガンはなし。

長澤徹が監督に就任。クラブ史上初のJ3降格を喫し、1年でのJ2復帰は至上命題であるとして、クラブ側はあえて今シーズンのスローガンを設定しないことを発表。佐野秀彦代表取締役は「J2復帰が旗印だという今季は明確なスローガンを定めない。J3降格の悔しさを絶対に忘れず、この1年で必ずJ2に戻る」と語った。
コーチ陣も大幅に入れ替わり、ヘッドコーチに喜名哲裕、コーチに島田裕介と若宮直道、フィジカルコーチに奥村拓真、GKコーチに高橋範夫を招聘。
選手面では南雄太が現役引退、その他前年まで活躍を見せた選手たちが数人退団したものの、ヤクブ・シュヴィルツォクや笠原昂史を始めとする多くの主力選手が残留。新戦力として岡山から濱田水輝と下口稚葉、琉球から中野克哉、FC東京からアルトゥール・シルバを完全移籍で獲得。また磐田から杉本健勇が期限付き移籍で加入、神戸から泉柊椰、京都から植田悠太がそれぞれ育成型期限付き移籍で加入するなど、近年類を見ない大幅な補強を敢行。またユースから市原吏音と種田陽が昇格した（種田はアメリカの大学へ進学するため6月に退団）。
クラブがリトリート・ロングカウンター・攻守ハードワークの三基軸を重視した手堅いカテナチオ堅守速攻型への転換・スタイル固定に舵を切ったことによりクラブの勝率は抜群に向上した。開幕戦の八戸戦では泉の2ゴールなどで4-1と快勝。ここから開幕12戦無敗（9勝3分）で首位に立ち、昇格へ向けてスタートダッシュに成功。1万人余りの観客を集めた5月6日の第13節ホーム松本戦では、後半にサイドを突かれて連続で失点し、0-2で今季初黒星を喫したが、次節からのアルトゥール・シルバの5試合連続ゴールの活躍などで勝利を積み重ね、前半戦を首位で折り返した。夏の移籍期間にはシュヴィルツォクがシロンスク・ヴロツワフ（ポーランド）へ完全移籍、貫がラインメール青森FCへ、高柳が鳥取へ、中野誠也が沼津へそれぞれ期限付き移籍したが、八戸からオリオラ・サンデー、甲府からファビアン・ゴンザレスが完全移籍でそれぞれ加入したほか、横浜FCから和田拓也が7年ぶりに完全移籍で、仙台から知念哲矢が期限付き移籍でそれぞれ加入するなど、後半戦に向けて盤石の補強を行った。
後半戦も勢いそのままに首位を快走。10月13日の第32節・福島戦に勝利し、6試合を残して1年でのJ2復帰を決めた。翌週の第33節・今治戦は引き分け以上で優勝が決まる中で引き分け、J3優勝を果たした。11月24日の最終節・富山戦に敗れ、第21節からの無敗記録は17でストップしたが、勝点85、年間25勝はいずれもJ3最多記録となった。

### 2025年 - （J2・レッドブル体制）
2025年
- クラブスローガンは「さあ、始めようか。快進撃を。」。

長澤体制2年目、レッドブル体制初年度。
佐野秀彦が代表取締役を退任し、後任にフットボール本部長の原博実が就任（1月1日付）。
元ドイツ代表でレッドブル・サッカー部門のテクニカルダイレクター（TD）を務めるマリオ・ゴメスは、3～4年でのJ1復帰と2030年のタイトル獲得を目標に掲げた。
スタッフ面では昨季から大きな入れ替えはなく、コーチに川崎から戸田光洋を新たに招聘。
選手面では笠原昂史や石川俊輝、アルトゥール・シルバといった主力選手の多くが残留したほか、昨季期限付き移籍加入していた杉本健勇と泉柊椰が完全移籍に移行した。また新戦力として富山から安光将作、横浜FCからガブリエウとカプリーニ、京都から谷内田哲平と豊川雄太が完全移籍で、神戸から坪井湧也が期限付き移籍で加入。筑波大学から福井啓太、東洋大学から中山昂大が加入。ユースから磯﨑麻玖が昇格。
2025年度もリトリート・ロングカウンター・攻守ハードワークの三基軸を重視した手堅いカテナチオ堅守速攻型を継続。
ホームでの開幕戦、山形を後半アディショナルタイムの決勝点で下し、そこから開幕4連勝でスタートダッシュに成功。第5節で初黒星を喫するも大きく崩れることはなく、国立開催となった第14節には当時首位の千葉を下すなど、GWの5連戦を3勝1分1敗で乗り切った。
6月の移籍期間には、浦上が札幌へ、中野克哉が栃木SCへそれぞれ完全移籍したが、広島からイヨハ理ヘンリーを期限付き移籍で、水戸から津久井匠海を完全移籍でそれぞれ獲得した。
自動昇格圏である2位を堅持し続けていたが、第18節の磐田戦を後半アディショナルタイムの失点で引き分けると、これを境に5試合連続のドローを含む7試合未勝利と失速。第23節甲府戦では今季初（長澤体制発足後初）の連敗を喫し、5位に転落して中断期間を迎えた。
ルヴァン杯は1stラウンド2回戦でFC東京に、天皇杯は1回戦で筑波大学に敗れた。

## 経営権の委譲
2024年シーズン開幕前の2月15日、スポーツニッポンがオーストリアのエナジードリンクメーカー・レッドブルGmbH（レッドブル）によるJリーグクラブ買収の可能性と、その最有力候補が大宮アルディージャであることを報じる。同年7月26日に、日本経済新聞はレッドブルが大宮アルディージャを買収することで大筋合意したと報じた。
2024年8月6日、大宮アルディージャはNTT東日本及びレッドブルの本社法人であるRed Bull GmbHで共同リリースを出し、同年9月頃を目処に、NTT東日本が保有する大宮アルディージャと大宮アルディージャVENTUSの運営法人であるエヌ・ティ・ティ・スポーツコミュニティ株式会社の全株式をレッドブルに譲渡する株式譲渡契約を締結したと正式に発表した。外資系企業が単独でJリーグを含む日本の主要プロスポーツチームのオーナーになるのは今回が初めて。レッドブルはオーストリア1部・ザルツブルクの経営権を2005年に取得したのを皮切りに、ドイツ1部・ライプツィヒ、アメリカMLS・ニューヨーク・レッドブルズ、オーストリア2部・リーフェリング、ブラジル1部・ブラガンチーノおよびサンパウロ州選手権・レッドブル・ブラジル（現：ブラガンチーノII）の現行6クラブ、過去にはアフリカのレッドブル・ガーナを保有しており、大宮は8クラブ目となる。
なお、NTT東日本は株式譲渡後もスポンサー企業として引き続き支援するとしている。
2024年12月26日、エンブレムをはじめとしたクラブプロパティ変更に伴い、クラブ公式サイトのURLを変更するとともに一部リニューアルを実施した。

## 成績
| 記録 （入場者数の上段は水増し発覚後である2010年J1第25節以降の数値で、下段は水増し発覚前である2010年J1第24節以前の数値。） |                      |                                                |                                                |
| 項目 | 数字                 | 時期                                           | 詳細                                           |
| J1リーグ戦 クラブ最高・最低最終順位                                                                                       | 最高：5位 最低：18位 | 最高：2016年 最低：2017年                      |                                                |
| J2リーグ戦 クラブ最高・最低最終順位                                                                                       | 最高：1位 最低：21位 | 最高：2015年 最低：2023年                      |                                                |
| J3リーグ戦 クラブ最高・最低最終順位                                                                                       | 最高：1位 最低：1位  | 最高：2024年 最低：2024年                      |                                                |
| 最多連勝 | 13連勝               | 2004年 J2 第32-44節                            |                                                |
| 最長無敗期間 | 21試合               | 2012年 J1 第24節-2013年 J1 第10節（引分8試合） |                                                |
| 最多連敗 | 8連敗                | 2013年 J1 第16-23節、第25-32節                 |                                                |
| 最長未勝利期間 | 15試合               | 2023年 J2 第9-23節（引分2試合）                |                                                |
| 最多得点試合 | 6得点                | 2019年 J2 第22節                               | 鹿児島ユナイテッドFC、6-0、NACK5スタジアム大宮 |
| 最多失点試合 | 6失点                | 2000年 J2 第14節                               | 浦和レッズ、0-6、大宮公園サッカー場            |
| 最多失点試合 | 6失点                | 2003年 J2 第21節                               | コンサドーレ札幌、2-6、札幌ドーム              |
| 最多失点試合 | 6失点                | 2017年 J1 第8節                                | ガンバ大阪、0-6、市立吹田サッカースタジアム    |
| 最多入場者数 | 35,059人             | 2006年 J1 第22節                               | 浦和レッズ、埼玉スタジアム2002                 |
| 最多入場者数 | 42,346人             | 2009年 J1 第29節                               | 川崎フロンターレ、埼玉スタジアム2002           |
| 最少入場者数 | 5,627人              | 2011年 J1 第18節                               | ヴィッセル神戸、NACK5スタジアム大宮            |
| 最少入場者数 | 844人                | 2000年 J2 第35節                               | モンテディオ山形、大宮公園サッカー場           |

## タイトル

### 国内タイトル
- J2リーグ：1回
  - 2015
- J3リーグ：1回
  - 2024

### その他タイトル
- さいたまシティカップ：2回
  - 2010, 2011

### 個人タイトル
- J1リーグ
  - 月間MVP
    - ズラタン（2013年4月）
- J2リーグ
  - 得点王
    - 大前元紀（2018年）

  - 月間優秀監督賞
    - 高木琢也（2019年4月）

  - 月間MVP
    - 家長昭博（2015年6月・7月）
    - 大前元紀（2018年6月）

  - 月間ベストゴール
    - 大山啓輔（2020年8月）

  - 月間ヤングプレーヤー賞
    - 市原吏音（2025年2・3月）
- J3リーグ
  - ベストイレブン
    - 2024年
      - 笠原昂史
      - 市原吏音
      - 浦上仁騎
      - 小島幹敏
      - 泉柊椰
      - 杉本健勇

  - 優秀選手賞
    - 2024年
      - 笠原昂史
      - 市原吏音
      - 浦上仁騎
      - 下口稚葉
      - 茂木力也
      - 石川俊輝
      - 小島幹敏
      - 泉柊椰
      - アルトゥール・シルバ
      - 杉本健勇
      - オリオラ・サンデー

  - 月間MVP
    - アルトゥール・シルバ（2024年6月）
    - 小島幹敏（2024年9月）

  - 月間優秀監督賞
    - 長澤徹（2024年4月）

  - 月間ヤングプレーヤー賞
    - 市原吏音（2024年2・3月）

## 施設
ホームスタジアムは、さいたま市大宮区高鼻町の大宮公園内にあるNACK5スタジアム大宮（さいたま市大宮公園サッカー場）で、熊谷スポーツ文化公園陸上競技場でもホームゲームが開催される。練習場はさいたま市西大宮サッカー場（さいたま市西区西大宮の高木第二最終処分場跡地をさいたま市が整備して開設）を「アルディージャ練習場」として使用しており、敷地内にクラブハウスである「オレンジキューブ」を設けている。2004年3月からは秋葉の森総合公園サッカー場（さいたま市西区中釘）も使用しており、2012年以前にはNTT東日本志木総合グラウンド（志木市上宗岡）も使用していたことがあった。
大宮アルディージャが運営するクラブ公式フットサルコートである「オレンジコート ステラタウン」をさいたま市北区宮原町のステラタウン内に保有しており、ロングパイル人工芝のコートが2面ある（アルディコート、ミーヤコート）。

施設の紹介
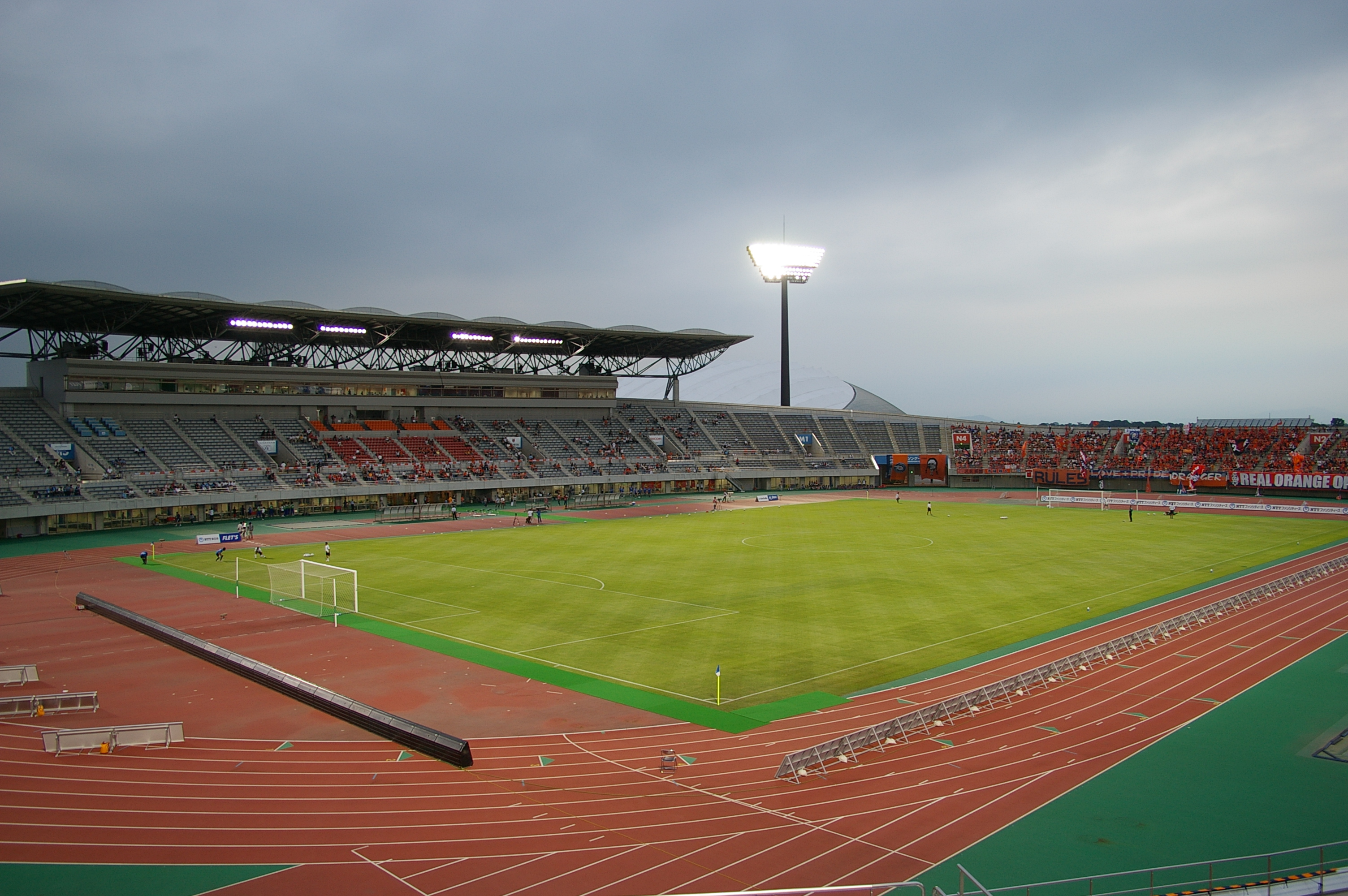
熊谷スポーツ文化公園陸上競技場
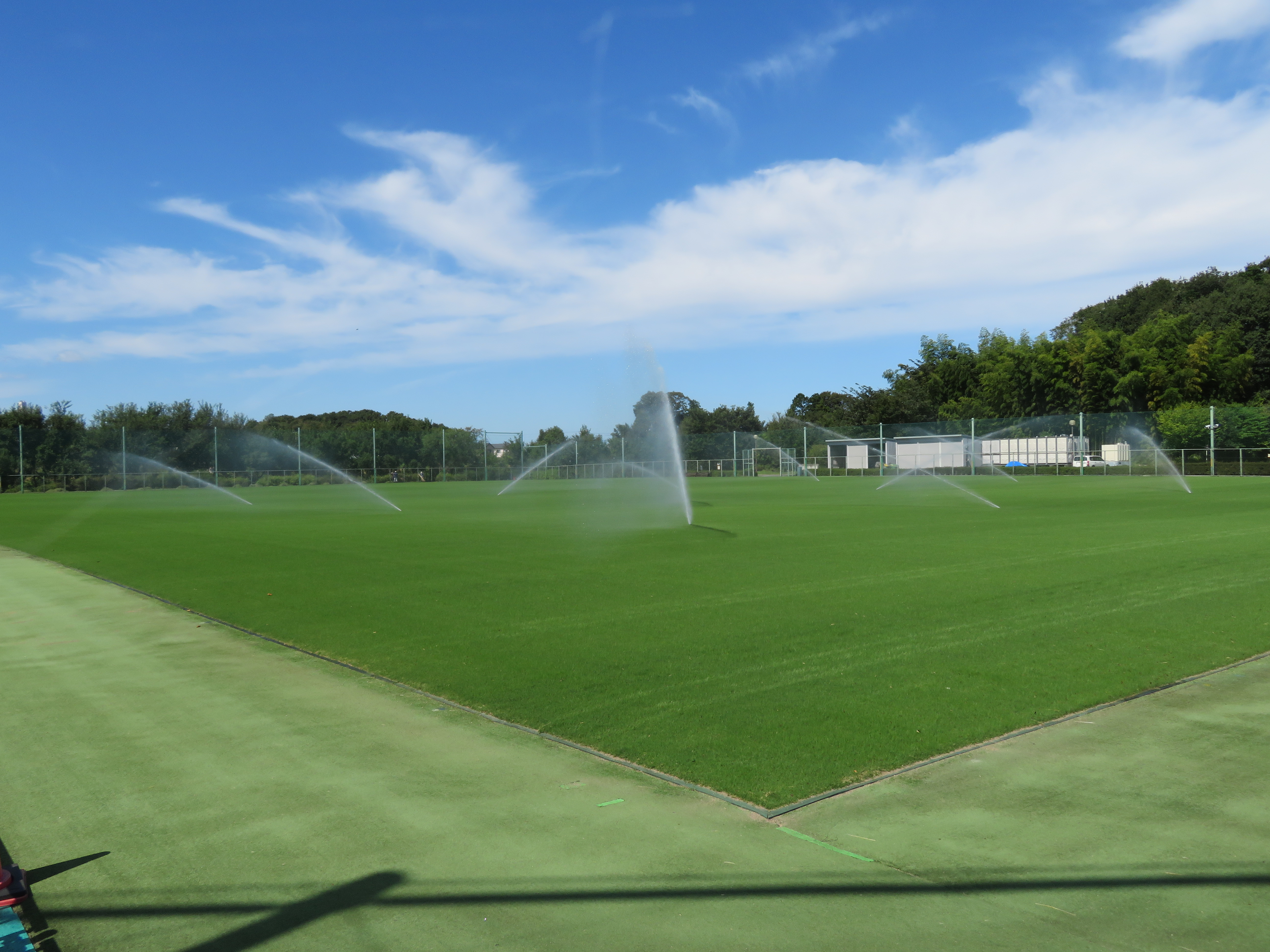
秋葉の森総合公園サッカー場
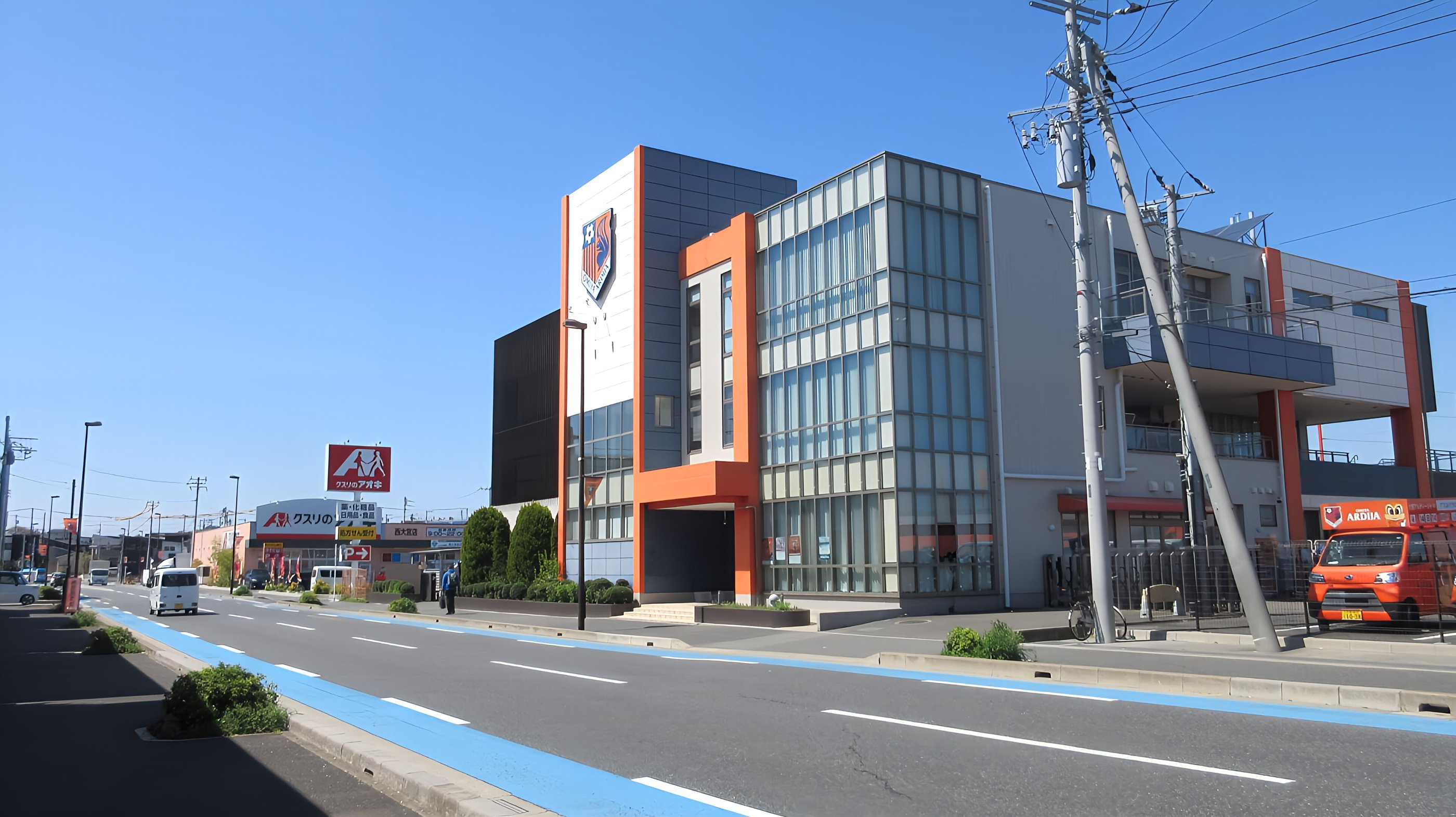
西大宮のクラブハウス
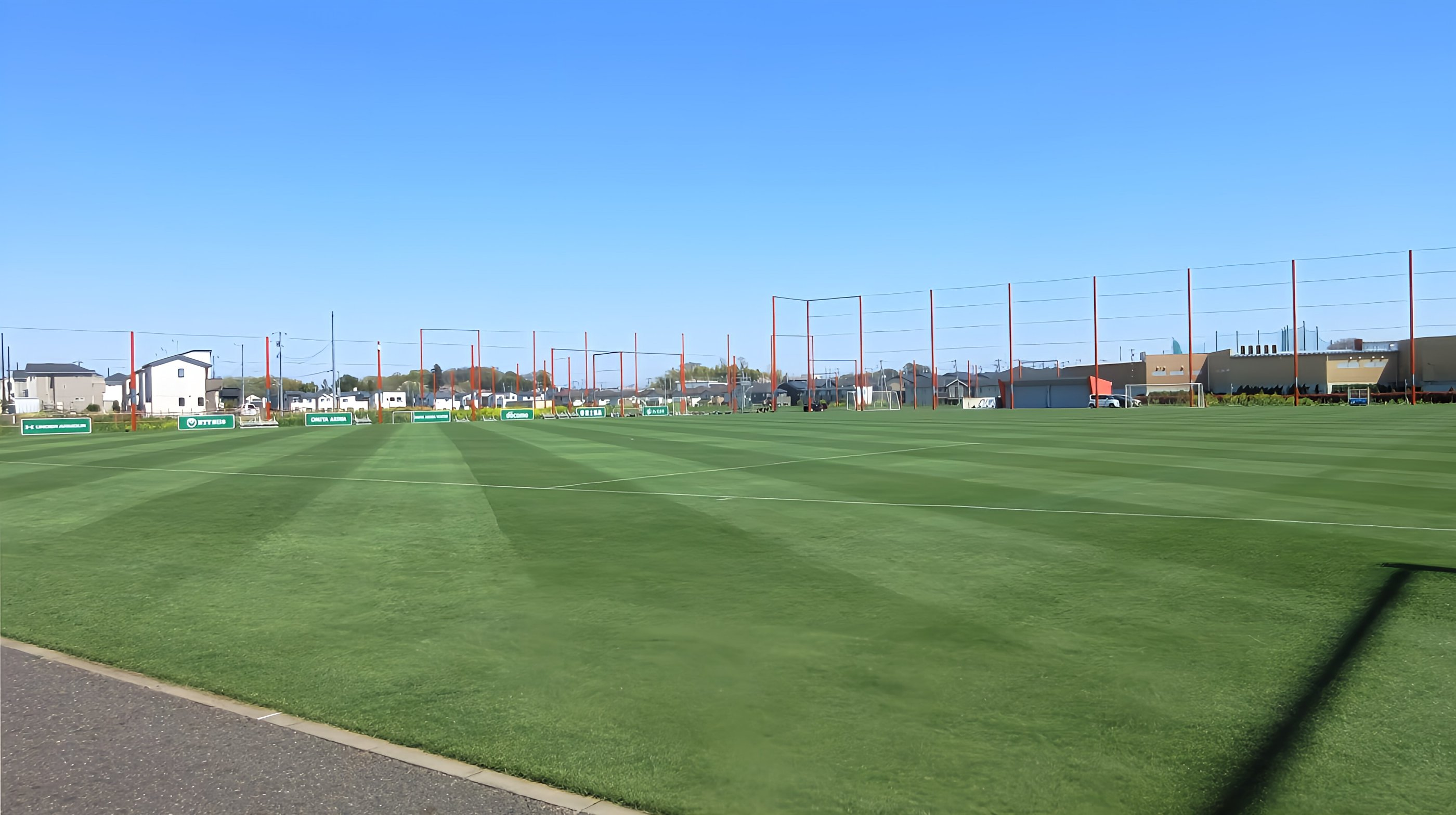
クラブハウス裏に広がる練習場

| 年度・スタジアム別ホーム試合 |            |                |        |        |        |                                 | |
| 年度                         | リーグ     | リーグ         | リーグ | リーグ | リーグ | Jリーグ杯                       | 備考 |
| 年度                         | 大宮/ NACK | 駒場/ 浦和駒場 | 埼スタ | 熊谷陸 | その他 | Jリーグ杯                       | 備考 |
| 2001                         | 21         | 0              | 0      | -      | 鴻巣 1 | 大宮 1                          | |
| 2002                         | 20         | 1              | 1      | -      | なし   | 不参加                          | |
| 2003                         | 20         | 0              | 2      | -      | なし   | 不参加                          | |
| 2004                         | 19         | 0              | 2      | 1      | なし   | 不参加                          | J1昇格                                                                                                  |
| 2005                         | 5          | 2              | 8      | 3      | なし   | 大宮 1 埼スタ 2 駒場 1 熊谷陸 1 | 大宮は当時J1規格外であったため試合数を制限し、 埼スタを事実上準本拠地とした。                           |
| 2006                         | -          | 10             | 5      | 2      | なし   | 駒場 3                          | 大宮改修のため駒場が暫定本拠地。                                                                        |
| 2007                         | 2          | 13             | 2      | 1      | なし   | 駒場 3                          | 10月まで駒場を暫定本拠とし、11月よりNACKに本拠復帰した。                                                |
| 2008                         | 16         | 0              | 0      | 1      | なし   | NACK 2 熊谷陸 1                 | |
| 2009                         | 13         | 0              | 3      | 1      | なし   | NACK 3                          | |
| 2010                         | 15         | -              | 1      | 1      | なし   | NACK 3                          | |
| 2011                         | 16         | -              | 0      | 1      | なし   | NACK 1                          | |
| 2012                         | 16         | 0              | 0      | 1      | なし   | NACK 3                          | |
| 2013                         | 16         | 0              | 0      | 1      | なし   | NACK 3                          | |
| 2014                         | 16         | 0              | 0      | 1      | なし   | NACK 3                          | J2降格                                                                                                  |
| 2015                         | 20         | 0              | 0      | 1      | なし   | 不参加                          | J1昇格                                                                                                  |
| 2016                         | 16         | 0              | 0      | 1      | なし   | NACK 4                          | 当初Jリーグ杯グループリーグはNACKで5試合を行う予定だったが、 FC東京のACL本戦出場のために1試合減少した。 |
| 2017                         | 16         | 0              | 0      | 1      | なし   | NACK 3                          | J2降格                                                                                                  |
| 2018                         | 20         | 0              | 0      | 1      | なし   | 不参加                          | |
| 2019                         | 20         | 0              | 0      | 1      | なし   | 不参加                          | |
| 2020                         | 21         | 0              | 0      | 0      | なし   | 不参加                          | |
| 2021                         | 21         | 0              | 0      | 0      | なし   | 不参加                          | |
| 2022                         | 21         | 0              | 0      | 0      | なし   | 不参加                          | |
| 2023                         | 21         | 0              | 0      | 0      | なし   | 不参加                          | J3降格                                                                                                  |
| 2024                         | 19         | 0              | 0      | 0      | なし   | NACK 1                          | J2昇格                                                                                                  |
| 2025                         | 19         | 0              | 0      | 0      | なし   | NACK 2                          | |

## ユニフォーム

### ユニフォームスポンサー
| 掲出箇所   | スポンサー名         | 表記                 | 掲出年   | 備考 |
| 胸         | レッドブル           | （雄牛のマーク）     | 2025年 - | |
| 鎖骨       | 武蔵野銀行           | 武蔵野銀行           | 2018年 - | 左側に掲出 2012年 - 2016年はパンツ前面 2016年7月 - 2017年は背中下部 2019年 - 2024年は鎖骨両側                                  |
| 鎖骨       | NTT東日本            | NTT東日本            | 2025年 - | 右側に掲出 1999年7月 - 2006年は胸 2004年 - 2006年は「FLET'S」表記 2007年 - 2014年は「FLET'S 光」表記 2015年 - 2024年は背中上部 |
| 背中上部   | レッドブル           | Red Bulls            | 2025年 - | |
| 背中下部   | しまむら             | しまむら             | 2018年 - | 2017年はパンツ前面 |
| 袖         | 富士薬品             | 富士薬品             | 2005年 - | |
| パンツ前面 | 武蔵コーポレーション | 武蔵コーポレーション | 2020年 - | |
| パンツ背面 | なし                 | -                    | -        | |

### ユニフォームサプライヤーの遍歴
- 1999年 - 2006年：ミズノ
- 2007年 - 2008年：ロット
- 2009年 - 現在：アンダーアーマー

### 歴代ユニフォーム
| FP 1st      |      |             |             |      |
| 1999 - 2000 | 2001 | 2002 - 2003 | 2004 - 2005 | 2006 |
| 2007        | 2008 | 2009        | 2010        | 2011 |
| 2012        | 2013 | 2014        | 2015        | 2016 |
| 2017        | 2018 | 2019        | 2020        | 2021 |
| 2022        | 2023 | 2024        | 2025 -      |      |
|             |      |             |             |      |

| FP 2nd      |      |             |             |      |
| 1999 - 2000 | 2001 | 2002 - 2003 | 2004 - 2005 | 2006 |
| 2007        | 2008 | 2009        | 2010        | 2011 |
| 2012        | 2013 | 2014        | 2015        | 2016 |
| 2017        | 2018 | 2019        | 2020        | 2021 |
| 2022        | 2023 | 2024        | 2025 -      |      |
|             |      |             |             |      |

| FP Other |                       |                       |
| 2018 3rd | 2018 · 創立20周年記念 | 2023 · 創立25周年記念 |
|          |                       |                       |

### 歴代ユニフォームスポンサー表記
| 年度 | 箇所                                                                               | 箇所       | 箇所       | 箇所           | 箇所           | 箇所            | 箇所                 | 箇所       | サプライヤー |
| 年度 | 胸                                                                                 | 鎖骨左     | 鎖骨右     | 背中上部       | 背中下部       | 袖              | パンツ前面           | パンツ背面 | サプライヤー |
| 1998 | NTT                                                                                | 解禁前     | 解禁前     | -              | 解禁前         | -               | -                    | 解禁前     | Mizuno       |
| 1999 | NTT / NTT東日本                                                                    | 解禁前     | 解禁前     | -              | 解禁前         | -               | -                    | 解禁前     | Mizuno       |
| 2000 | NTT東日本                                                                          | 解禁前     | 解禁前     | NTTDoCoMo      | 解禁前         | Enjoy Coca-Cola | -                    | 解禁前     | Mizuno       |
| 2001 | NTT東日本                                                                          | 解禁前     | 解禁前     | NTTDoCoMo      | 解禁前         | Club iT         | -                    | 解禁前     | Mizuno       |
| 2002 | NTT東日本                                                                          | 解禁前     | 解禁前     | NTTDoCoMo      | 解禁前         | -               | NTTオートリース      | 解禁前     | Mizuno       |
| 2003 | NTT東日本                                                                          | 解禁前     | 解禁前     | NTTDoCoMo      | 解禁前         | -               | NTTオートリース      | 解禁前     | Mizuno       |
| 2004 | FLET'S                                                                             | 解禁前     | 解禁前     | NTTDoCoMo      | 解禁前         | -               | -                    | 解禁前     | Mizuno       |
| 2005 | FLET'S                                                                             | 解禁前     | 解禁前     | FOMA NTTDoCoMo | 解禁前         | 富士薬品        | アイダ 設計          | 解禁前     | Mizuno       |
| 2006 | FLET'S                                                                             | 解禁前     | 解禁前     | FOMA NTTDoCoMo | 解禁前         | 富 士 薬 品     | - / NTT DoCoMo       | 解禁前     | Mizuno       |
| 2007 | DCMX NTTDoCoMo                                                                     | 解禁前     | 解禁前     | FLET'S 光      | 解禁前         | 富 士 薬 品     | NTT DoCoMo           | 解禁前     | lotto        |
| 2008 | DCMX NTTDoCoMo / NTT docomo                                                        | 解禁前     | 解禁前     | FLET'S 光      | 解禁前         | 富 士 薬 品     | NTTCommunications    | 解禁前     | lotto        |
| 2009 | NTT docomo                                                                         | 解禁前     | 解禁前     | FLET'S 光      | 解禁前         | 富 士 薬 品     | ひかりTV             | 解禁前     | UNDER ARMOUR |
| 2010 | NTT docomo                                                                         | 解禁前     | 解禁前     | FLET'S 光      | 解禁前         | 富 士 薬 品     | ひかりTV             | 解禁前     | UNDER ARMOUR |
| 2011 | NTT docomo                                                                         | 解禁前     | 解禁前     | FLET'S 光      | 解禁前         | 富 士 薬 品     | -                    | 解禁前     | UNDER ARMOUR |
| 2012 | With Gratitude NTT 20th docomo                                                     | 解禁前     | 解禁前     | FLET'S 光      | 解禁前         | 富 士 薬 品     | 武蔵野銀行           | 解禁前     | UNDER ARMOUR |
| 2013 | NTT docomo                                                                         | 解禁前     | 解禁前     | FLET'S 光      | 解禁前         | 富 士 薬 品     | 武蔵野銀行           | 解禁前     | UNDER ARMOUR |
| 2014 | NTT docomo                                                                         | 解禁前     | 解禁前     | FLET'S 光      | 解禁前         | 富 士 薬 品     | 武蔵野銀行           | 解禁前     | UNDER ARMOUR |
| 2015 | NTT docomo                                                                         | 解禁前     | 解禁前     | NTT東日本      | 解禁前         | 富 士 薬 品     | 武蔵野銀行           | 解禁前     | UNDER ARMOUR |
| 2016 | ドコモ 光                                                                          | 解禁前     | 解禁前     | NTT東日本      | - / 武蔵野銀行 | 富 士 薬 品     | 武蔵野銀行           | 解禁前     | UNDER ARMOUR |
| 2017 | d d POINT                                                                          | 解禁前     | 解禁前     | NTT東日本      | 武蔵野銀行     | 富 士 薬 品     | しまむら             | 解禁前     | UNDER ARMOUR |
| 2018 | NTT docomo （FP 1st） d d POINT （FP 2nd / 3rd・GK）                               | 武蔵野銀行 | -          | NTT東日本      | しまむら       | 富 士 薬 品     | -                    | 解禁前     | UNDER ARMOUR |
| 2019 | NTT docomo （1st・GK 2nd（ - 途中）） d d POINT （FP 2nd・GK 2nd（途中 - ）/ 3rd） | 武蔵野銀行 | 武蔵野銀行 | NTT東日本      | しまむら       | 富 士 薬 品     | -                    | 解禁前     | UNDER ARMOUR |
| 2020 | NTT docomo »5G                                                                     | 武蔵野銀行 | 武蔵野銀行 | NTT東日本      | しまむら       | 富 士 薬 品     | 武蔵コーポレーション | -          | UNDER ARMOUR |
| 2021 | NTT docomo »5G                                                                     | 武蔵野銀行 | 武蔵野銀行 | NTT東日本      | しまむら       | 富 士 薬 品     | 武蔵コーポレーション | -          | UNDER ARMOUR |
| 2022 | NTT docomo                                                                         | 武蔵野銀行 | 武蔵野銀行 | NTT東日本      | しまむら       | 富 士 薬 品     | 武蔵コーポレーション | FRONTIER   | UNDER ARMOUR |
| 2023 | NTT docomo                                                                         | 武蔵野銀行 | 武蔵野銀行 | NTT東日本      | しまむら       | 富 士 薬 品     | 武蔵コーポレーション | FRONTIER   | UNDER ARMOUR |
| 2024 | NTT docomo                                                                         | 武蔵野銀行 | 武蔵野銀行 | NTT東日本      | しまむら       | 富 士 薬 品     | 武蔵コーポレーション | -          | UNDER ARMOUR |
| 2025 | （雄牛のマーク）                                                                   | 武蔵野銀行 | NTT東日本  | Red Bulls      | しまむら       | 富 士 薬 品     | 武蔵コーポレーション | -          | UNDER ARMOUR |

- 2018年は鎖骨右側にクラブ創設20周年の記念ロゴが表記されていた。

## 決算
| 損益 |             |          |          |          |           |          |          |             |          |          |               |                 |               |               |             |          |             |             |             |             |             |           |           |             |             |                 |        |
| 年度 | 営業収益    | 営業収益 | 営業収益 | 営業収益 | 営業収益  | 営業収益 | 営業収益 | 営業費用    | 営業費用 | 営業費用 | 営業費用      | 営業費用        | 営業費用      | 営業費用      | 営業費用    | 営業費用 | 営業費用    | 営業利益    | 営業利益    | 営業利益    | 経常利益    | 経常利益  | 経常利益  | 未処分 利益 | 税引前 利益 | 法人税 住民税等 | 純利益 |
| 年度 | 総営業 収益 | 広告料   | 入場料   | 配分金   | 育成 関連 | 物販     | その他   | 総営業 費用 | 事業費   | 人件費   | 試合 関連経費 | トップ 運営経費 | 育成 運営経費 | 女子 運営経費 | 物販 関連費 | 販売費   | 一般 管理費 | 総営業 利益 | 営業外 収益 | 営業外 費用 | 総経常 利益 | 特別 利益 | 特別 損失 | 未処分 利益 | 税引前 利益 | 法人税 住民税等 | 純利益 |
| 2005 | 2,242       | 1,359    | 311      | 256      |           |          | 316      | 2,232       | 1,648    |          |               |                 |               |               |             |          | 584         | 10          |             |             | 9           |           |           | -188        |             |                 | 2      |
| 2006 | 2,376       | 1,470    | 254      | 231      | 421       | 2,518    | 2,041    | 1,246       | 477      | -142     | 141           |                 | -146          |               |             |          |             |             |             |             |             |           |           |             |             |                 |        |
| 2007 | 2,842       | 1,960    | 305      | 248      | 329       | 2,840    | 2,403    | 1,384       | 437      | 2        | 0             | 8               |               |               |             |          |             |             |             |             |             |           |           |             |             |                 |        |
| 2008 | 3,059       | 2,165    | 324      | 228      | 342       | 3,046    | 2,591    | 1,565       | 455      | 13       | 1             | -2              |               |               |             |          |             |             |             |             |             |           |           |             |             |                 |        |
| 2009 | 3,553       | 2,396    | 379      | 220      | 558       | 3,546    | 3,090    | 1,954       | 456      | 7        | 6             | 0               |               |               |             |          |             |             |             |             |             |           |           |             |             |                 |        |
| 2010 | 3,308       | 2,286    | 375      | 220      | 427       | 3,290    | 2,802    | 1,850       | 488      | 18       | 0             | -1              |               |               |             |          |             |             |             |             |             |           |           |             |             |                 |        |
| 2011 | 2,775       | 1,924    | 325      | 218      | 150       | 158      | 2,770    |             | 1,314    | 313      | 354           | 61              | 0             | 728           | 728         | 5        | 2           | 6           | 1           | 0           | 0           | 1         |           |             |             |                 |        |
| 2012 | 3,344       | 2,172    | 329      | 208      | 143       | 492      | 3,348    | 1,787       | 288      | 387      | 59            | 827             | 827           | -4            | 12          | 7        | 1           | 1           | 1           | 0           | 0           | 0         |           |             |             |                 |        |
| 2013 | 3,228       | 2,296    | 341      | 214      | 142       | 235      | 3,226    | 1,606       | 226      | 472      | 68            | 854             | 854           | 2             | 9           | 10       | 1           | 1           | 1           | 0           | 0           | 0         |           |             |             |                 |        |
| 2014 | 3,422       | 2,405    | 347      | 205      | 164       | 301      | 3,423    | 1,720       | 207      | 561      | 67            | 868             | 868           | -1            | 20          | 8        | 11          | 11          | 11          | 0           | 0           | 0         |           |             |             |                 |        |
| 2015 | 3,005       | 2,183    | 315      | 100      | 157       | 250      | 3,003    | 1,360       | 204      | 496      | 63            | 880             | 880           | 2             | 12          | 14       | 0           | 0           | -1          | 0           | 0           | 0         |           |             |             |                 |        |
| 2016 | 3,203       | 2,077    | 398      | 216      | 174       | 165      | 173      | 3,194       | 1,411    | 229      | 487           | 73              | 0             | 142           | 852         | 852      | 0           | 9           | 3           | 0           | 0           | 0         | 12        | 0           | 0           |                 |        |
| 2017 | 3,685       | 2,296    | 397      | 445      | 189       | 138      | 220      | 3,675       | 1,792    | 252      | 548           | 80              | 0             | 99            | 904         | 904      | 10          | 2           | 8           | 0           | 0           | 0         | 4         | 4           | 4           |                 |        |
| 2018 | 3,972       | 2,611    | 339      | 282      | 189       | 156      | 395      | 3,965       | 1,915    | 271      | 682           | 78              | 0             | 107           | 912         | 912      | 7           | 1           | 8           | 0           | 0           | 0         | 0         | 0           | 0           |                 |        |
| 2019 | 3,454       | 2,464    | 332      | 151      | 215       | 129      | 163      | 3,458       | 1,547    | 272      | 625           | 78              | 0             | 96            | 840         | 840      | -4          | 15          | 11          | 0           | 0           | 0         | 0         | 0           | 0           |                 |        |
| 2020 | 3,034       | 2,452    | 96       | 152      | 162       | 85       | 87       | 3,046       | 1,300    | 254      | 315           | 87              | 0             | 98            | 992         | 992      | -12         | 20          | 8           | 0           | 0           | 0         | 0         | 0           | 0           |                 |        |
| 2021 | 3,115       | 2,281    | 200      | 161      | 225       | 125      | 123      | 3,082       | 1,354    | 181      | 309           | 100             | 50            | 136           | 952         | 952      | 33          | 19          | 52          | 0           | 0           | 0         | 0         | 0           | 0           |                 |        |

| 資産 |        |          |          |        |          |          |        |        |            |            |
| 年度 | 資産   | 資産     | 資産     | 負債   | 負債     | 負債     | 資本   | 資本   | 資本       | 資本       |
| 年度 | 総資産 | 流動資産 | 固定資産 | 総負債 | 流動負債 | 固定負債 | 純資産 | 資本金 | 資本剰余金 | 利益剰余金 |
| 2005 | 753    |          |          | 602    |          |          | 151    | 100    |            |            |
| 2006 | 612    | 608      | 4        | 335    |          |          |        | 100    |            |            |
| 2007 | 1,044  | 1,031    | 12       | 327    |          |          |        | 100    |            |            |
| 2008 | 1,015  | 1,004    | 11       | 328    |          |          |        | 100    |            |            |
| 2009 | 661    | 650      | 11       | 329    |          |          |        | 100    |            |            |
| 2010 | 441    | 430      | 10       | 329    |          |          |        | 100    |            |            |
| 2011 | 976    | 409      | 10       | 567    | 966      | 920      | 46     | 100    | 240        | -330       |
| 2012 | 1,505  | 414      | 1,091    | 1,494  | 853      | 641      | 11     | 100    | 240        | -329       |
| 2013 | 1,236  | 324      | 912      | 1,225  | 587      | 638      | 11     | 100    | 240        | -329       |
| 2014 | 1,155  | 383      | 772      | 1,145  | 494      | 651      | 11     | 100    | 240        | -329       |
| 2015 | 1,184  | 431      | 753      | 1,174  | 523      | 651      | 10     | 100    | 240        | -329       |
| 2016 | 1,310  | 412      | 898      | 1,299  | 645      | 654      | 11     | 100    | 240        | -329       |
| 2017 | 1,670  | 642      | 1,028    | 1,659  | 981      | 678      | 11     | 100    | 240        | -329       |
| 2018 | 2,722  | 1,862    | 860      | 2,711  | 2,031    | 680      | 11     | 100    | 240        | -329       |
| 2019 | 1,512  | 701      | 811      | 1,501  | 827      | 674      | 11     | 100    | 240        | -329       |
| 2020 | 1,351  | 590      | 761      | 1,340  | 667      | 673      | 11     | 100    | 240        | -329       |
| 2021 | 1,144  | 547      | 596      | 1,133  | 460      | 673      | 11     | 100    | 240        | -329       |

## その他
NACK5スタジアムのある大宮公園のうち、第二・三公園の箇所を、2020年から埼玉県が募集した指定管理者に「大宮第二公園及び第三公園マネジメントネットワーク」が認定され、大宮アルディージャの運営会社・NTTスポーツコミュニティ（株）（現・RB大宮（株））もその構成団体の一部として参画している。